# Beta amiloide
Beta amiloides (Aβ) são peptídeos com 36-43 aminoácidos e o principal constituinte das placas de amiloide observadas no cérebro de pacientes com doença de Alzheimer. Os peptídeos são um produto da proteína precursora amiloide (PPA), a qual é cortada por determinadas enzimas para formar Aβ. As moléculas beta amiloides podem-se agregar para formar oligómeros solúveis com várias formas.